# Maria Elisabeth van Oostenrijk (1737-1740)

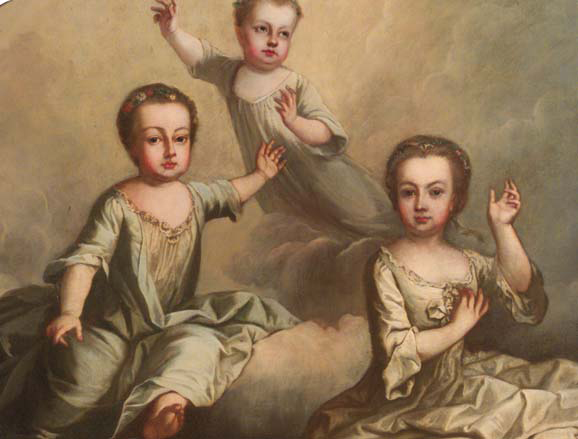
Schilderij van de drie dochters van keizerin Maria Theresia van Oostenrijk en keizer Keizer Frans I Stefan. links Maria Carolina (1740-1741), midden Maria Carolina (1748-1748) en rechts Maria Elisabeth (1737-1740).

Maria Elisabeth van Oostenrijk (Wenen, 5 februari 1737 — aldaar, 7 juni 1740) was de oudste dochter van keizer Frans I Stefan en Maria Theresia van Oostenrijk. Als hun dochter was ze aartshertogin van Oostenrijk. Hoewel veel mensen haar geboorte toejuichten, waren haar ouders teleurgesteld omdat ze op een zoon hadden gehoopt
Haar naam kreeg ze ter herinnering aan haar twee grootmoeders, Elisabeth Charlotte van Orléans, de moeder van haar vader, en Elisabeth Christine van Brunswijk-Wolfenbüttel, de grootmoeder van haar moeder. 
Maria Elisabeth was een vrolijk en levendig meisje dat dol was op haar grootvader, keizer Karel VI. Hij speelde graag met zijn ‘Liesl’, die erg ‘vermakelijk en grappig’ was. Tijdens een familieverblijf in Laxenburg op 7 juni 1740 leed Maria Elisabeth aan een ziekte die vandaag de dag nog steeds onbekend is en die zich uit in voortdurend, gewelddadig braken. De hele dag werden maagkrampen afgewisseld met herhaaldelijk braken, totdat het meisje diezelfde avond rond negen uur op driejarige leeftijd stierf.
Marie Elisabeth stierf op driejarige leeftijd en werd begraven in de Keizerlijke Crypte.